# Wivi Lönn
Wivi Lönn il cui vero nome era Olivia Mathilda Lönn (Tampere, 20 maggio 1872 – Helsinki, 27 dicembre 1966) è stata un architetto finlandese.

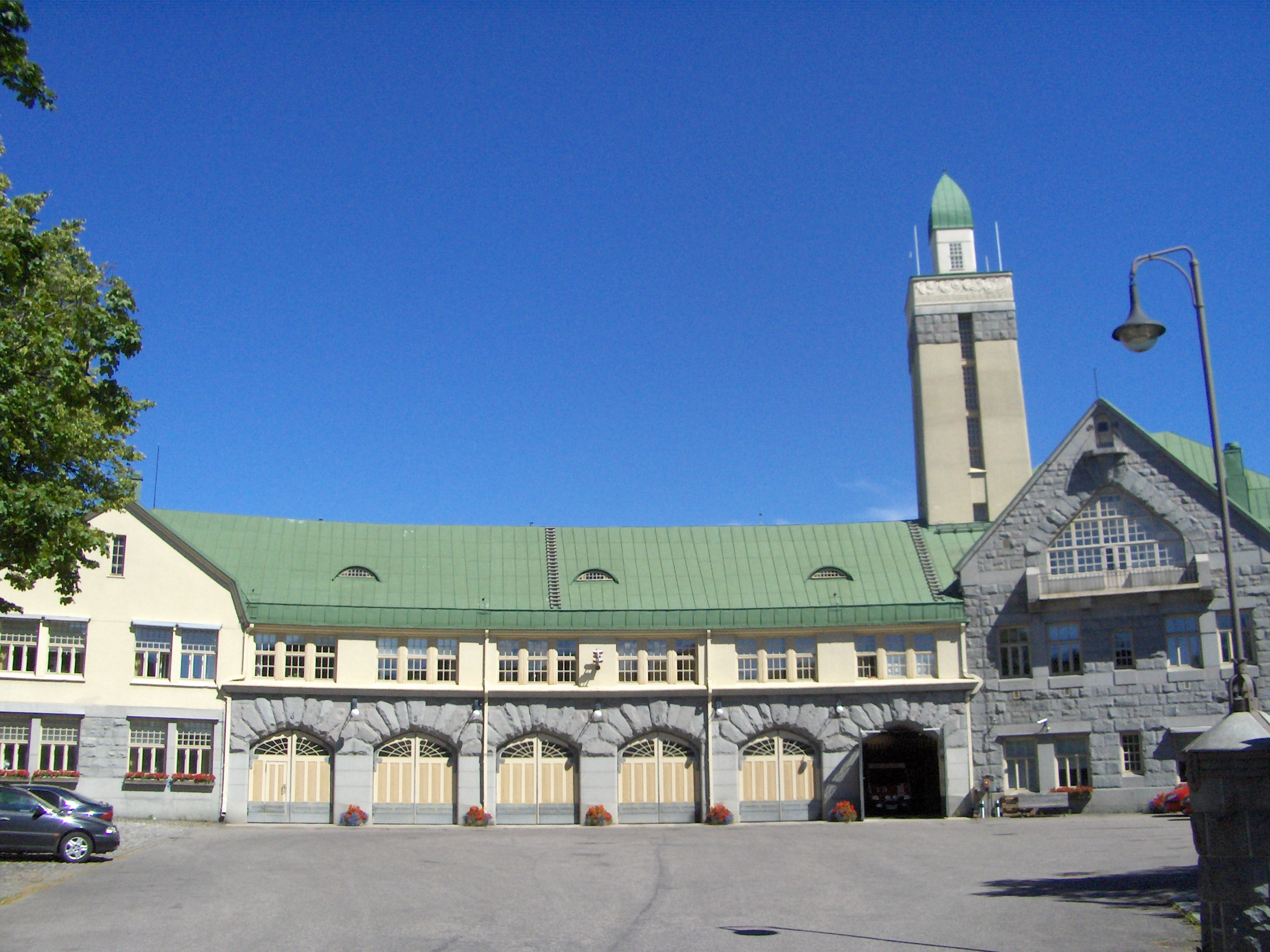
La sede centrale dei vigili del fuoco di Tampere

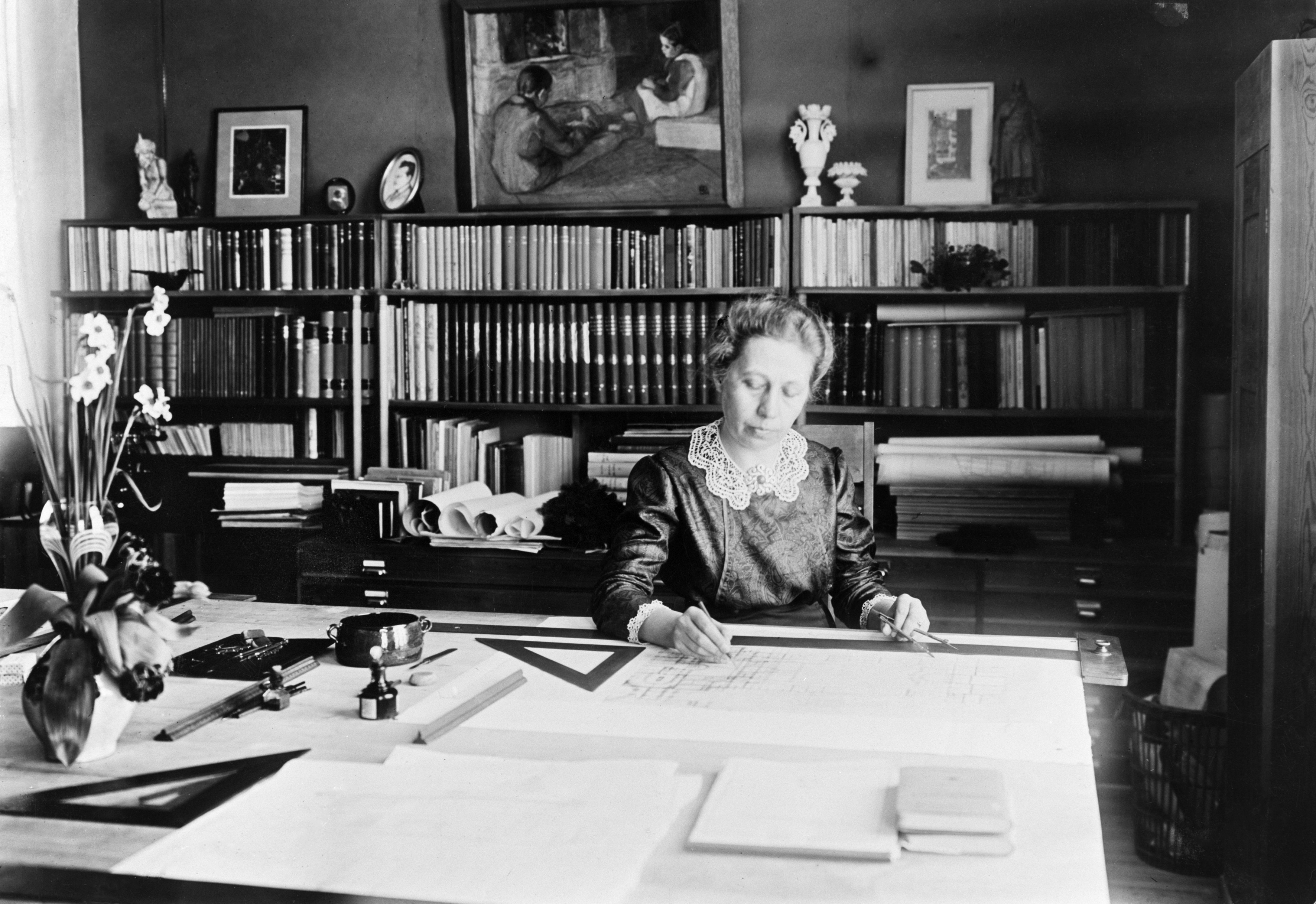
Wivi Lönn nel suo studio

Fu la quinta donna a laurearsi in architettura in Finlandia e la prima ad aprire uno studio di architettura proprio. Tra il 1898 e il 1945 progettò decine di edifici tra i quali molte scuole. Vinse diversi concorsi di architettura.

## Biografia
Olivia Mathilda Lönn era la seconda dei quattro figli di Wilhelm Lönn, un mastro birraio originario di Kangasala, e di Mathilda Sirén. La madre, originaria di Pirkkala, era imparentata con l'architetto Johan Sigfrid Sirén, il progettista del Palazzo del Parlamento finlandese. Il padre morì nel 1888 quando Wivi Lönn aveva 16 anni, nel 1893 la famiglia che fino a quel momento aveva vissuto in una villa di proprietà del birrificio sulla riva del lago Näsijärvi, acquistò una casa nel quartiere di Amuri, una zona residenziale di Tampere. La madre Mathilda manteneva i figli affittando camere.
Fu proprio la madre che incoraggiò Wivi a proseguire gli studi e a seguire una carriera artistica. Forse le difficoltà economiche in cui si trovò la famiglia furono uno dei fattori per cui Wivi scelse una carriera "pratica", per motivi economici non le fu possibile completare gli studi alla scuola femminile di Tampere, ciononostante la giovane ottenne nel 1892 un permesso speciale per essere ammessa alla Scuola industriale di Tampere dove studiò per diventare capomastro, unica donna della sua classe composta da altri tredici alunni.
Fu la migliore della sua classe, fra gli insegnanti vi era l'architetto Georg Schreck che le consigliò di iscriversi ad architettura presso il Politecnico di Helsinki dove si laureò nel 1896. Tra i suoi compagni di studi c'erano Albertina Östman, che iniziò gli studi un anno dopo e che come Wivi aveva frequentato una scuola industriale, questo permise loro, prime donne in Finlandia, di saltare il primo anno di università e di laurearsi quindi in tre anni. Tra i compagni di studi vi erano anche Herman Gesellius, Armas Lindgren e Eliel Saarinen, coi quali Wivi ebbe modo di collaborare in seguito. In particolare Wivi instaurò con Albertina Östman e Armas Lindgren un legame di amicizia che durò per anni.
Durante gli studi fece tirocinio presso lo studio di Onni Törnqvist e quello di Gustaf Nyström, professore e dal 1905 rettore del Politecnico di Helsinki, proprio quest'ultimo disse di lei "la signorina disegna come un uomo". Una volta laureatasi nel 1896 fu proprio Nyström a raccomandarla per una borsa di studio che le permise di viaggiare in Scozia, Inghilterra e nell'Europa continentale e di studiare l'utilizzo di materiali diversi e in particolare della pietra e del granito. Wivi aveva nel frattempo ottenuto il suo primo incarico, la progettazione della nuova scuola femminile di Tampere, quella dai lei frequentata in gioventù. Oltre allo studio dei nuovi materiali Wivi durante il viaggio di studio si interessò anche all'edilizia scolastica visitando edifici scolastici in Scozia, in particolare ad Aberdeen, ed Inghilterra ed applicando poi i nuovi criteri al progetto della scuola di Tampere, l'edificio, completato nel 1902, è tuttora utilizzato come scuola.
Nel 1903 il comune di Tampere indisse un concorso di architettura riservato ad architetti locali per la progettazione di una scuola primaria, il progetto di Wivi vinse il concorso ma fu aspramente criticato dagli altri concorrenti che misero persino in dubbio le sue qualifiche professionali. Alla fine la giuria decise ignorare critiche e ricorsi, la Aleksanteri folkskola venne completata nel 1906 e anche questo edificio è tuttora in uso. In seguito Wivi vinse anche il concorso per la progettazione, sempre a Tampere, della scuola di economia domestica. Nel corso della sua carriera Wivi progettò una trentina di edifici scolastici in varie località della Finlandia.
Nel 1906 vinse il concorso per la sede principale dei vigili del fuoco di Tampere che venne realizzata nel 1908. Quando si sciolse lo studio congiunto fra Herman Gesellius, Eliel Saarinen e Armas Lindgren, quest'ultimo propose a Wivi di collaborare. I due progettarono l'edificio della casa degli studenti a Helsinki nel 1907 e l'anno successivo il teatro nazionale dell'Estonia a Tallinn che venne completato nel 1917. Durante l'inaugurazione vennero elogiati Lindgren per le planimetrie a distribuzione degli spazi e la "signorina Lönn" per i decori, Lindgren che era presente all'evento sorprese tutti specificando che la distribuzione del lavoro era esattamente invertita,, il punto forte dell'attività di Wivi Lönn fu infatti, per tutta la sua carriera, la capacità di progettazione degli spazi interni.
Nel 1910 progettò una villa per sé e sua madre a Jyväskylä, un comune nella regione dei laghi, nella stessa area progettò altre ville ed edifici anche se la progettazione di edifici residenziali rimase secondaria all'interno della sua opera complessiva. Lei stessa, in un'intervista successiva, deplorò il fatto di aver perso del tempo per questi "lavori minori". In seguito al trasferimento a Jyväskylä, allacciò un rapporto di amicizia con la filantropa e industriale Hanna Parviainen. Su iniziativa di Hanna Wivi progettò diversi edifici nell'area di Jyväskylä e in particolare sull'isola di Säynätsalo, tra questi vi erano edifici residenziali per i lavoratori dell'azienda di Hanna, un asilo, una casa di riposo e un ospedale. Alcuni progetti non furono realizzati a causa delle difficoltà economiche a cui andò incontro l'azienda di Hanna in seguito alla Grande depressione.
Tramite Hanna conobbe altri imprenditori e progettò altri edifici industriali e anche un grande magazzino a Tampere. Le due amiche viaggiarono molto in Europa, spesso due volte all'anno, per un periodo ebbero anche un appartamento a Parigi. Wivi visitava spesso l'amica Albertina Östman in Svizzera. Wivi lavorava molto in piedi cosa che le procurò problemi di salute alle gambe, fece frequenti viaggi in località termali, in particolare a Wiesbaden in Germania.
Nel 1918 acquistò e ristrutturò una casa a Kulosaari, un sobborgo rurale di Helsinki, dove visse con la madre inferma che morì nel 1924. Hanna Parvainen si trasferì in una villa progettata da Wivi sul terreno adiacente. Wivi si era creata una fama come architetto brillante ed economico, le arrivarono commissioni da parte di organizzazioni benefiche, il progetto della scuola dell'infanzia Ebeneser nel quartiere operaio di Sörnäinen a Helsinki realizzato nel 1908 mise in evidenza il suo nome presso le organizzazioni femminili, progettò insieme ad Aili-Salli Ahde-Kjäldman la sede della Young Women's Christian Association (YWCA) a Helsinki che venne realizzata tramite una cospicua donazione da parte di Hanna Parvainen. Hanna acquistò anche un appartamento all'interno dell'edificio nel quale le due amiche si trasferirono nel 1927, Hanna morì nel 1938 e Wivi visse nell'appartamento fino alla sua morte avvenuta nel 1966.
Nel maggio del 1942 46 donne architetto si riunirono a casa di Elsi Borg per festeggiare il settantesimo compleanno di Wivi Lönn, questo primo incontro portò nel nello stesso anno alla fondazione di "Architecta", l'associazione delle donne architetto finlandesi di cui Wivi divenne membro onorario.
L'ultimo progetto di Wivi fu quello dell'osservatorio di Sodankylä (ora parte dall'università di Oulu) realizzato nel 1944. Il suo lavoro aveva già subito un declino negli anni '30 con l'avvento delle nuove tendenze funzionaliste, gran parte dei progetti di Wivi Lönn sono riconducibili ad una declinazione più razionale dell'Art Noveau, in un'intervista espresse il suo disagio nei confronti delle nuove tendenze e dei nuovi materiali, pur continuando a seguire lo sviluppo delle tendenze architettoniche interruppe l'attività di progettazione.
Nel 1959, all'età di 87 anni, le venne conferito dall'associazione finlandese degli architetti (SAFA) il titolo onorario di professore, prima donna architetto in Finlandia.
Wivi Lönn è sepolta al cimitero di Kalevankangas a Tampere.

## Riconoscimenti
Wivi Lönn condivide il destino di altre donne architetto il cui operato rimase per anni ignorato o, nella migliore delle ipotesi, messo in secondo piano rispetto a quello dei colleghi o collaboratori maschi. Nel 1912 lo scrittore e storico dell'arte Johannes Öhquist pubblicò un libro sulla storia dell'arte finlandese dedicando una sezione alle figure di spicco dello stile romantico nazionale, mentre ad Armas Lindgren viene dedicato ampio spazio Wivi Lönn viene citata solo all'interno di una didascalia.
Il comune di Tampere ha istituito un percorso turistico che comprende le opere di Wivi Lönn presenti in città chiamato "Wivi Lönn Route"
Dal 29 aprile 2022 al 23 aprile 2023, in occasione del 150º anniversario della nascita di Wivi, il museo dell'architettura finlandese ha organizzato una mostra a lei dedicata intitolata "Long Live Wivi Lönn!". della quale è stato pubblicato un ampio catalogo intitolato "Wivi Lönn 1872-1966".